# 専貞
専貞（せんてい、万治3年（1660年） - 元禄11年8月22日（1698年9月25日））は、江戸時代前期の僧。赤穂事件で有名な大石良雄の弟。
赤穂藩浅野家家臣大石良昭の次男として誕生。母は岡山藩池田家重臣池田由成の娘くま。庶子であるため、出家して石清水八幡宮の大西坊に入った。なお叔父の小山良師の末子も兄大石良雄に養子入りしたあと、出家して覚運と称して八幡山大西坊に入り、専貞の弟子になっている。元禄11年（1698年）8月22日に入寂。享年39。